# Przesławice (Miechów)
Pour les articles homonymes, voir Przesławice.
Przesławice est une localité polonaise de la gmina et powiat de Miechów en voïvodie de Petite-Pologne.

## Population
En 2011, la localité compte 317 habitants. En 2021 elle en compte 260